# Мариупольский художественный музей имени Куинджи
Мариупольский художественный музей им А. И. Куинджи (укр. Художній музей імені Куїнджі) — филиал Мариупольского краеведческого музея. В собрании музея — экспозиция, посвященная жизни и творчеству уроженцу города, художнику Архипу Куинджи, и произведения изобразительного искусства украинских мастеров живописи XX века. Адрес: г. Мариуполь, ул. Георгиевская, 58.

## История
В июле 1914 года в Мариупольскую городскую думу пришло письмо из Москвы от Московского отделения Общества художников имени А. И. Куинджи, в котором городу предлагалось десять полотен великого мастера. Однако город не имел помещения для размещения картин. Вскоре началась Первая мировая война. Решение об открытии художественного музея имени А. И. Куинджи откладывалось на протяжении всего XX столетия. И только 29 октября 2010 года, через 100 лет после смерти великого живописца Архипа Ивановича Куинджи в его родном городе открылся художественный музей его имени.
Утром 21 марта 2022 года, во время вторжения России на Украину, здание музея, по словам главы Национального союза художников Украины Константина Чернявского, было разрушено российской авиабомбой. По словам заведующей музеем Татьяны Були, в начале войны она спрятала ценные экспонаты в подвале. Они сохранились и после захвата города были вывезены в самопровозглашённую ДНР.

## Здание
Здание, в котором расположен музей — старинный особняк 1902 года, выполненный в стиле северный модерн. Этот особняк — свадебный подарок председателя Мариупольской земской управы Александра Антоновича Гозадинова по случаю бракосочетания его дочери Валентины с Василием Ивановичем Гиацинтовым, основателем Мариупольского реального училища. После революции здание было национализировано, в нём располагалась библиотека, потом Исторический партийный архив. В годы Великой Отечественной войны здание было частично разрушено, а после восстановления в нём находился аптечный склад. В 1997 году Мариупольский городской совет принимает решение о передаче здания в коммунальную собственность краеведческого музея под будущий филиал. После реставрации, которая затянулась на 13 лет, в здании открыт музей.

## Описание музея
На первом этаже в трех залах музея разместились экспозиции, рассказывающие о жизни и творчестве Архипа Ивановича Куинджи: фотографии, документы, письма, предметы мебели того времени. В музее находится купель из церкви Рождества Пресвятой Богородицы, в которой крестили будущего художника. Экспозиция музея показывает все этапы жизни выдающегося пейзажиста. В музее представлены копии работ художника в натуральную величину.
В 1966 году по решению Министерства культуры СССР Государственный Русский музей передал в Мариупольский краеведческий музей три работы Архипа Ивановича — эскиз «Красный закат» и два этюда «Осень. Крым» и «Эльбрус».
В четвёртом зале находятся живописные и графические работы современников А. И. Куинджи: И. К. Айвазовского, А. П. Боголюбова, В. В. Верещагина, Н. Н. Дубовского, Л. Ф. Лагорио, И. И. Шишкина. Здесь же находится портрет Куинджи, выполненный его учеником Г. О. Калмыковым.
В трех залах второго этажа представлены работы украинских художников XX века, в трех залах — сменные экспозиции.

## Собрание
Художественное собрание музея включает в себя свыше двух тысяч экспонатов: 960 графических произведений, более 600 живописных, 350 декоративно-прикладных и 150 скульптур.
Музей обладает уникальным собранием картин талантливых художников второй половины XX века : Николая Глущенко, Михаила Дерегуса, Татьяны Яблонской, Алексея Грицая, подаренным городу после проведения первой республиканской выставки пейзажа «Мемориал А. И. Куинджи» в 1973 году.
В фондах музея — работы мариупольских художников, заслуженных художников Украины Н. Бендрика, Л.Кузьменкова, В.Константинова, В.Кота, В.Пономарева, картины В.Арнаутова, И.Бертякова, Л.Гади, А.Шпака, Г.Пришедько, Г.Зубченко.